# Селце (Маврово и Ростуша)
Селце (мкд. Селце) је насељено место у Северној Македонији, у западном делу државе. Селце припада општини Маврово и Ростуша.

## Географија
Насеље Селце је смештено у западном делу Северне Македоније. Од најближег већег града, Дебра, насеље је удаљено 28 km северо-источно.
Селце се налази у доњем делу историјске области Река. Насеље је положено високо, на западним висовима планине Бистра, док се даље ка западу тло стрмо спушта у уску долину реке Радике. Надморска висина насеља је 1.357 метара.
Клима у насељу је планинска.
Хладне дуге зиме,кратка и топла лета.

## Историја
У османском турским документима из друге половине 15. века село је означен као напуштена од стране његових становника села.
У 19. веку поново се насељавају.
Многи житељи Селцета у емигрирали због зулума и пљачке Арнаута токо 1903-1904. године
Већина тих становника живи ван своје матице.Претежно живе у Републици Србији,Републици Бугарској,Сједињеним Америчким Државама,Канади,и Аустралији.

## Становништво
По попису становништва из 2002. године Селце је било без становника.
Претежно становништво у насељу били су македонски Словени православне вероисповести.